# Dekanat Jaćmierz
Dekanat Jaćmierz − jeden z dekanatów archidiecezji przemyskiej, w archiprezbiteracie sanockim.

## Historia
W 1912 roku dekretem bpa Józefa Sebastiana Pelczara, został utworzony dekanat Jaćmierz, z wydzielonego terytorium dekanatu sanockiego.
W skład nowego dekanatu weszły parafie: Besko, Dydnia, Grabownica, Jaćmierz, Jasionów, Strachocina, Trześniów, Zarszyn. Pierwszym dziekanem został ks. Roman Olkiszewski. W 1939 roku dziekanem był ks. Franciszek Laskoś proboszcz w Zarszynie.
Od 1996 roku dziekanem jest ks. prał. Józef Niżnik proboszcz w Strachocinie.

## Parafie
- Besko – pw. Podwyższenia Krzyża Świętego
  - Mymoń – kościół filialny pw. Miłosierdzia Bożego
  - Poręby – kościół filialny pw. Najświętszego Serca Pana Jezusa
- Długie – pw. św. Jadwigi Królowej
- Jaćmierz – pw. Wniebowzięcia Najświętszej Maryi Panny
  - Bażanówka – kościół filialny pw. św. Anny
- Jasionów – pw. św. Katarzyny
- Kostarowce – pw Narodzenia Najświętszej Maryi Panny
- Milcza – pw. Niepokalanego Serca Najświętszej Maryi Panny
- Strachocina – pw. św. Katarzyny
- Trześniów – pw. św. Stanisława Biskupa
- Wzdów – pw. Matki Bożej Różańcowej
- Zarszyn – pw. św. Marcina i Matki Bożej Szkaplerznej